# Georg Stosch
Johann Ernst Georg Stosch (* 2. September 1851 in Bautzen; † 24. Dezember  1920 in Neuwedell (Pommern)) war ein deutscher lutherischer Theologe, Pfarrer und Missionar.

## Leben
Johann Ernst Georg war ein Sohn der Eheleute Andreas und Maria Louise Stosch geb. Heincke. Im Zeitraum von 1871 bis 1874 studierte er Theologie in Leipzig und Erlangen. Er war anschließend Vikar bei Max Frommel in der zur Evangelisch-Lutherischen Kirche in Baden gehörenden Siloah-Gemeinde Ispringen. Von 1877 bis 1880 war er Pfarrer in Rosenthal (Sächsische Schweiz). Während dieser Zeit heiratete er am 18. Oktober 1877 Helene Richter, die eine Tochter des Pfarrers und Magisters Richard Richter und dessen Ehefrau Dorothea Rosalie geb. Vogel war. 1880 zog er nach Marienberg bei Helmstedt, wo er acht Jahre als Pfarrer an der Kirche des lutherischen Zisterzienserinnenklosters wirkte. 1888 trat er in den Dienst der Leipziger Mission ein und wurde ins heutige Tamil Nadu entsandt, wo er ab Februar 1889 für die Missionsstation Cuddalore und ab 1890 zusätzlich für Panrutti zuständig war. 1891 wurde er nach Madras versetzt. 1892 musste er aus gesundheitlichen Gründen den Dienst der Mission verlassen, kehrte in die Heimat zurück und wurde Pfarrer am Evangelischen Krankenhaus Königin Elisabeth in Berlin, wo er ab 1902 nebenamtlich auch einen Lehrauftrag für Missionswissenschaft an der Universität versah. 1906 übernahm er eine Pfarrstelle in Neuwedell (Pommern).

Theologisch war Stosch dem norddeutschen Neuluthertum und damit vor allem Theologen wie Claus Harms, Louis Harms, Ludwig Adolf Petri und Theodor Kliefoth verpflichtet. Besondere Aufmerksamkeit widmete er dem Altarsakrament, dessen Wirkung er so beschreibt: 
„… das Wort der Vergebung dringt nur so weit, als unser Bewusstsein reicht. In die verborgenen Tiefen unserer Seele, in die von Sünden durchäderten Gründe unsrer Natur dringt es nicht … Soll es uns da nicht ein Trost sein, daß die unerkannten Sünden getilgt und versühnet werden durch Christi Leib und Blut, damit sie nicht müssen in das Licht gestellt werden, vor Gottes Angesicht? Daß die in unsrer Natur schlummernden Sünden vergeben werden, ehe sie aufwachen und uns verderben?“ 
Als Mitglied im Bibelbund trat er in mehreren Veröffentlichungen für die Verbalinspiration und Irrtumslosigkeit der Bibel ein.

## Familie
Die Eheleute hatten drei Söhne. Missionspräsident der Gossnerschen Mission in Indien Richard Andreas Johannes Stosch (* 16. November 1878; † 9. November 1973), Oberlehrer Otto Georg Heinrich Stosch (* 21. August 1881) und Pastor Karl Martin Stosch (* 26. November 1886) seit dem 5. Februar 1913 mit Lucie Luise Mathilde geb. Fries verheiratet.

## Schriften (Auswahl)
- Die heiligen Sakramente der Kirche Christi. Heilshungrigen Seelen gewidmet, Gütersloh 1888.
- Briefe über die Offenbarung St. Johannis, Gütersloh 1892.
- St. Paulus, der Apostel. Eine apologetische Studie, Leipzig 1894.
- Die Augenzeugen des Lebens Jesu. Ein Beitrag zur Evangelienfrage, Gütersloh 1895.
- Im fernen Indien – Eindrücke und Erfahrungen im Dienst der lutherischen Mission unter den Tamulen, Berlin 1896.
- Die Seele und ihre Geschichte. Meditationen für das innere Leben, Berlin 1897.
- Gottes und Marien Sohn. Geistliche Bilder nach dem Evangelium St. Johannis, Gütersloh 1899.
- Das Heidentum als religiöses Problem in missionswissenschaftlichen Umrissen, Gütersloh 1903.
- Für heilige Güter. Aphorismen zur geschichtlichen Rechtfertigung des Alten Testaments, 1905.
- Der innere Gang der Missionsgeschichte in Grundlinien gezeichnet, Gütersloh 1905.
- Die Prophetie Israels in religionsgeschichtlicher Würdigung, 3 Teile (in einem Band), Gütersloh 1907.
- Das Wesen der Inspiration auf Grund des alttestamentlichen Schrifttums untersucht, Gütersloh 1912.
- Die Inspiration der neutestamentlichen Evangelien, Gütersloh 1913.
- Aphorismen aus der Welt des Denkens zur Erwägung in ernster Zeit, Gütersloh 1915.
- Die Entstehung der Bibel. Forschungen und Meditationen, Gütersloh 1916.